# Juan Clarós

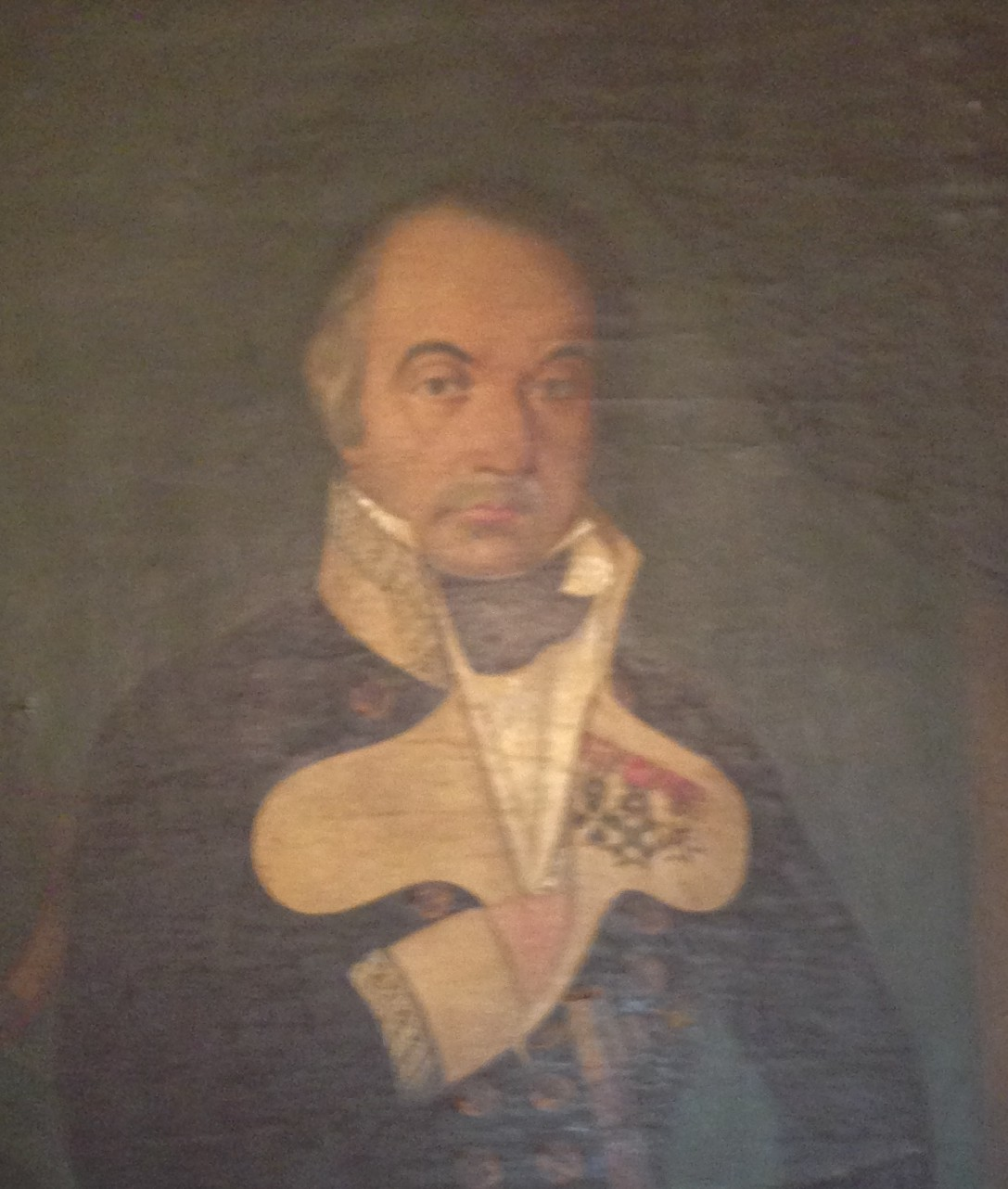
Juan Clarós, destacado patriota que acaudilló a los guerrilleros del Ampurdán y en toda Cataluña

Juan Pablo Clarós y Presas (Barcelona, 1749 - ? 1827) fue un militar español que como guerrillero en la región de Cataluña durante los años de la Guerra de Independencia Española, luchó contra la invasión de la Francia napoleónica.

## Biografía
Clarós era un antiguo militar, que había sido ayudante mayor del Batallón ligero de Gerona, y que se había distinguido en las luchas de 1793, contra los franceses en la Guerra del Rosellón. No obstante, es conocido principalmente por sus acciones en la Guerra de Independencia.
Hombre de tanto valor como prestigio, muy práctico en el terreno, desde el inicio se opuso a la invasión francesa de 1808 tras las revueltas populares en Cataluña contra las tropas napoleónicas. En atención a su experiencia militar, a sus 58 años Clarós recibió el mando del "Segundo Tercio de Migueletes", creado en Figueras el 15 de mayo de 1808, al frente del cual tuvo la misión de interceptar los convoyes de la tropa invasora que iban o venían de Francia, actividad en que tuvo gran éxito. 
Así, el 23 de julio de 1808, cerca de Molins de Rey, la tropa de Clarós derrotó a una división francesa, causándole más de 300 bajas y la pérdida de todo el convoy. Poco después atacó y batió a las columnas del general francés Honoré-Charles de Reille, que habían cercado Figueras y tomado Rosas (Gerona). Luego, a las órdenes del general Conde de Caldagués, Clarós acudió en auxilio de los sitiados de Gerona con los generales Milans y Baget, los somatenes y las guerrillas, obligando a los franceses liderados por el general Duhesme a levantar el primer sitio de la ciudad. Y revolviéndose luego contra las tropas de Reille fijadas en el Ampurdán, Clarós le persiguió por el camino de Francia sin dejarle un punto de reposo. 
Clarós lideró sus migueletes en el segundo y tercer sitio de Gerona junto con los generales Milans del Bosch y Baget, haciendo notables sacrificios para salvarla, pero tales auxilios no pudieron impedir que, ante un ejército sitiador siete veces mayor, Gerona capitulara meses después el 10 de diciembre de 1809.
Clarós también entró con Milans y otros caudillos en un proyecto para liberar Barcelona de los franceses mediante una audaz operación de guerrilla, llegando con sus tropas a tiro de cañón de la plaza, por la parte de la plaza del Ángel (9 de marzo de 1809). Un temporal impidió a los otros guerrilleros españoles vadear el río Besós, y los barcos británicos estacionados ante el puerto barcelonés tuvieron que alejarse para librarse de la tempestad, sin poder auxiliar a los españoles. Clarós rompió con sus hombres el cerco en que pretendió encerrarlo un contraataque francés, y pocas horas después libraba sangriento combate contra la guarnición francesa en Molins de Rey. 
La conducta valerosa de Clarós motivó que el general español Joaquín Blake le citase, con gran encomio, en sus partes a la Junta Central de Sevilla. Detuvo Clarós, tras sus sangrientos y porfiados combates, varios convoyes en el puente de Capmany, y en Darnius, enviando los efectos capturados, con heridos y prisioneros, a Manresa (octubre y noviembre de 1809). Después del triunfo de Besalú, la Junta Central autorizó al capitán general de Cataluña para recompensar a Juan Clarós, ya ascendido a coronel por los "continuados y grandes servicios que le distinguen". 
Clarós y sus guerrillas eran la pesadilla del mariscal francés Pierre Augereau y de sus tropas, y los convoyes franceses veían muy difícil pasar de la frontera a España en tanto las guerrillas de Clarós dominaban casi todos los pasos de montaña al sur de los Pirineos de Gerona; esto suponía un duro problema para la logística de las tropas francesas, que gracias a las guerrillas catalanas tenían bloqueadas rutas esenciales para recibir armas, conseguir refuerzos, y evacuar heridos. Pese a estos éxitos, Clarós no se conformó con ello y en unión del teniente general Francisco Javier Rovira (septiembre de 1810), Clarós penetró con sus hombres en Francia, impuso contribuciones y se apoderó de las armas de los guardias nacionales franceses en cuantos pueblos tomó. Conforme avanzaba la guerra y se hacía más difícil la posición de los franceses en España, Clarós prosiguió estos ataques al norte de los Pirineos, hasta el fin de la invasión en 1814.
Ya acabada la lucha, Clarós de estableció en Figueras. En abril de 1819, Juan Clarós fue nombrado General de Brigada, por el rey Fernando VII y recibió varias distinciones como recompensa a sus heroicos servicios prestados. Murió en el año 1827.
Linaje Clarós-Presas: Era hijo de Juan Pablo Clarós Soler, y María Teresa Presas. Se casó con María Teresa Draper, y tuvo al menos un hijo, Pedro Clarós y Draper, padre de Juan de Clarós y de Ferrán (Barón de Prado Hermoso). El descendiente actual de Juan de Clarós y de Ferrán es Domingo Neuenschwander de Clarós (Barón de Prado Hermoso).